# Riječ hrvatska
Riječ hrvatska je osmi album Ive Fabijana iz 1989. godine. Jedan je od prvih albuma hrvatskih izvođača na kojem su se našle novoskladane hrvatske domoljubne pjesme. Fabijan je jedan od autora koji se u ondašnje vrijeme hrabro profilirao uz hrvatstvo objavivši ovakav album (Duško Lokin, Zlatni dukati), jer je višestranačje još nije bilo uvedeno (izbori na kojima se promijenila vlast bili su tek u svibnju 1990.), postojala je mogućnost nasilna gušenja novoprobuđenog hrvatskog nacionalnog buđenja te novog uvođenja hrvatske šutnje.
Fabijanove hrvatske domobljubne pjesme na ovom albumu odišu romantičnim zanosom, romantičnom ljubavlju prema hrvatskoj domovini.
Ivo Fabijan-Mrvelj je napisao glazbu i stihove za sve skladbe, a aranžer svih skladba bio je Andrej Baša. Album je producirao Božo Medić.

## Popis pjesama

### Strana A
1. Dobro jutro, Majko 3:12
2. Od Duvna do Međugorja 3:39
3. Hercegovino 3:24
4. Zagrebe moj 4:37

### Strana B
1. Riječ Hrvatska 3:31
2. Kad sklopim oči 3:20
3. Barba moj 3:08
4. Dječakovo pismo 4:03

## Vanjske poveznice
- Discogs